# Alessandro Beltrame
Alessandro Beltrame (Milano, 12 agosto 1902 – Rozzano, 26 gennaio 1957) è stato un calciatore italiano, di ruolo difensore.

## Carriera
Dopo il primo conflitto mondiale, esordisce con la maglia dell'Inter il 30 novembre 1919 nell'incontro Inter-Brescia (6-0). Oltre a questa stagione, in cui vince lo scudetto, rimane nel club nerazzuro altre sei stagioni raccogliendo 54 presenze complessive. Nelle cronache dell'epoca viene citato come Beltrami.

## Statistiche

### Presenze e reti nei club
| Stagione        | Squadra         | Campionato      | Campionato | Campionato |
| Stagione        | Squadra         | Comp            | Pres       | Reti       |
| --------------- | --------------- | --------------- | ---------- | ---------- |
| 1919-1920       | Internazionale  | Prima Categoria | 14         | 0          |
| 1920-1921       | Internazionale  | Prima Categoria | 15         | 0          |
| 1921-1922       | Internazionale  | Prima Divisione | 12         | 0          |
| 1922-1923       | Internazionale  | Prima Divisione | 5          | 0          |
| 1923-1924       | Internazionale  | Prima Divisione | 5          | 0          |
| 1924-1925       | Internazionale  | Prima Divisione | 0          | 0          |
| 1925-1926       | Internazionale  | Prima Divisione | 3          | 0          |
| Totale carriera | Totale carriera | Totale carriera | 54         | 0          |

## Palmarès
- Campionato italiano: 1

Inter: 1919-1920